# Rotaliida
Ordre
Les Rotaliida constituent un ordre de foraminifères de la classe des Globothalamea.

## Liste des familles
Selon World Register of Marine Species (28 mars 2016) :
- ordre des Rotaliida Delage & Hérouard, 1896
  - sous-ordre des Globigerinina Delage & Hérouard, 1896
    - super-famille des Globigerinoidea Carpenter et al., 1862
      - famille des Globigerinidae Carpenter & al., 1862
      - famille des Hastigerinidae Bolli, Loeblich & Tappan, 1957

    - super-famille des Globorotalioidea Cushman, 1927
      - famille des Candeinidae Cushman, 1927
      - famille des Catapsydracidae Bolli & al., 1957 †
      - famille des Eoglobigerinidae Blow, 1979 †
      - famille des Globorotaliidae Cushman, 1927
      - famille des Pulleniatinidae Cushman, 1927
      - famille des Truncorotaloididae Loeblich & Tappan, 1961 †

    - super-famille des Globotruncanoidea Brotzen, 1942 †
      - famille des Globotruncanidae Brotzen, 1942 †
      - famille des Rugoglobigerinidae Subbotina, 1959 †

    - super-famille des Hantkeninoidea Cushman, 1927
      - famille des Cassigerinellidae Bolli & al., 1957 †
      - famille des Globanomalinidae Loeblich & Tappan, 1984
      - famille des Hantkeninidae Cushman, 1927 †

    - super-famille des Heterohelicoidea Cushman, 1927
      - famille des Chiloguembelinidae Reiss, 1963
      - famille des Guembelitriidae Montanaro Gallitelli, 1957
      - famille des Heterohelicidae Cushman, 1927

    - super-famille des Planomalinoidea Bolli et al., 1957 †
      - famille des Globigerinelloididae Longoria, 1974 †
      - famille des Planomalinidae Bolli & al., 1957 †
      - famille des Schackoinidae Pokorny, 1958 †

    - super-famille des Rotaliporoidea Sigal, 1958 †
      - famille des Favusellidae Michael, 1973 †
      - famille des Globuligerinidae Loeblich & Tappan, 1984 †
      - famille des Hedbergellidae Loeblich & Tappan, 1961 †
      - famille des Rotaliporidae Sigal, 1958 †

  - super-famille des Acervulinoidea Schultze, 1854
    - famille des Acervulinidae Schultze, 1854
    - famille des Homotrematidae Cushman, 1927

  - super-famille des Annulopatellinoidea Loeblich & Tappan, 1964
    - famille des Annulopatellinidae Loeblich & Tappan, 1964

  - super-famille des Asterigerinoidea d'Orbigny, 1839
    - famille des Amphisteginidae Cushman, 1927
    - famille des Asterigerinatidae Reiss, 1963
    - famille des Asterigerinidae d'Orbigny, 1839
    - famille des Boreloididae Reiss, 1963 †
    - famille des Epistomariidae Hofker, 1954
    - famille des Lepidocyclinidae Scheffen, 1932 †

  - super-famille des Bolivinitoidea Cushman, 1927
    - famille des Bolivinitidae Cushman, 1927
    - famille des Tortoplectellidae Loeblich & Tappan, 1985

  - super-famille des Bolivinoidea Glaessner, 1937
    - famille des Cheilochanidae Loeblich & Tappan, 1994

  - super-famille des Buliminoidea Jones, 1875
    - famille des Buliminellidae Hofker, 1951
    - famille des Buliminidae Jones, 1875
    - famille des Millettiidae Saidova, 1981
    - famille des Pavoninidae Eimer & Fickert, 1899
    - famille des Reussellidae Cushman, 1933
    - famille des Siphogenerinoididae Saidova, 1981
    - famille des Trimosinidae Saidova, 1975
    - famille des Uvigerinidae Haeckel, 1894

  - super-famille des Cassidulinoidea d'Orbigny, 1839
    - famille des Bolivinellidae Hayward & Brazier, 1980
    - famille des Cassidulinidae d'Orbigny, 1839
    - famille des Cassidulinitidae Saidova, 1981 †
    - famille des Hooperellidae Clark, 1994

  - super-famille des Chilostomelloidea Brady, 1881
    - famille des Alabaminidae Hofker, 1951
    - famille des Anomalinidae Cushman, 1927
    - famille des Chilostomellidae Brady, 1881
    - famille des Coleitidae Loeblich & Tappan, 1984 †
    - famille des Gavelinellidae Hofker, 1956
    - famille des Globorotalitidae Loeblich & Tappan, 1984 †
    - famille des Karreriidae Saidova, 1981
    - famille des Quadrimorphinidae Saidova, 1981
    - famille des Trichohyalidae Saidova, 1981

  - super-famille des Delosinoidea Parr, 1950
    - famille des Caucasinidae Bykova, 1959
    - famille des Delosinidae Parr, 1950
    - famille des Tremachoridae Lipps & Lipps, 1969 †

  - super-famille des Discorbinelloidea Sigal, 1952
    - famille des Discorbinellidae Sigal, 1952
    - famille des Planulinoididae Saidova, 1981
    - famille des Pseudoparrellidae Voloshinova, 1952

  - super-famille des Discorboidea Ehrenberg, 1838
    - famille des Bagginidae Cushman, 1927
    - famille des Bronnimanniidae Loeblich & Tappan, 1984
    - famille des Bueningiidae Saidova, 1981
    - famille des Cancrisidae Chapman, Parr & Collins, 1934
    - famille des Conorbinidae Reiss, 1963 †
    - famille des Discorbidae Ehrenberg, 1838
    - famille des Eponididae Hofker, 1951
    - famille des Heleninidae Loeblich & Tappan, 1987
    - famille des Louisianinidae
    - famille des Mississippinidae Saidova, 1981
    - famille des Pannellainidae Loeblich & Tappan, 1984
    - famille des Pegidiidae Heron-Allen & earland, 1928
    - famille des Placentulinidae Kasimova, Poroshina & Geodakchan, 1980
    - famille des Rosalinidae Reiss, 1963
    - famille des Rotaliellidae Loeblich & Tappan, 1964
    - famille des Sphaeroidinidae Cushman, 1927
    - famille des Ungulatellidae Seiglie, 1964

  - super-famille des Eouvigerinoidea Cushman, 1927 †
    - famille des Eouvigerinidae Cushman, 1927 †
    - famille des Lacosteinidae Sigal, 1952 †

  - super-famille des Fursenkoinoidea Loeblich & Tappan, 1961
    - famille des Virgulinellidae Loeblich & Tappan, 1984

  - super-famille des Glabratelloidea Loeblich & Tappan, 1964
    - famille des Buliminoididae Seiglie, 1970
    - famille des Glabratellidae Loeblich & Tappan, 1964
    - famille des Heronalleniidae Loeblich & Tappan, 1986

  - super-famille des Loxostomatoidea Loeblich & Tappan, 1962
    - famille des Loxostomatidae Loeblich & Tappan, 1962 †

  - super-famille des Nonionoidea Schultze, 1854
    - famille des Almaenidae Myatlyuk, 1959
    - famille des Nonionidae Schultze, 1854
    - famille des Spirotectinidae Saidova, 1981

  - super-famille des Nummulitoidea Blainville, 1827
    - famille des Asterocyclinidae Brönnimann, 1951 †
    - famille des Discocyclinidae Galloway, 1928 †
    - famille des Nummulitidae de Blainville, 1827
    - famille des Pellatispiridae Hanzawa, 1937 †

  - super-famille des Orbitoidoidea Schwager, 1876 †
    - famille des Lepidorbitoididae Vaughan, 1933 †
    - famille des Linderinidae Loeblich & Tappan, 1984 †
    - famille des Orbitoididae Schwager, 1876 †

  - super-famille des Planorbulinoidea Schwager, 1877
    - famille des Bisacciidae Loeblich & tappan, 1987
    - famille des Cibicididae Cushman, 1927
    - famille des Cymbaloporidae Cushman, 1927
    - famille des Planorbulinidae Schwager, 1877
    - famille des Planulinidae Bermúdez, 1952
    - famille des Victoriellidae Chapman & Crespin, 1930

  - super-famille des Pleurostomelloidea Reuss, 1860 †
    - famille des Ellipsoidinidae Silvestri, 1923 †
    - famille des Pleurostomellidae Reuss, 1860 †

  - super-famille des Rotalioidea Ehrenberg, 1839
    - famille des Calcarinidae d'Orbigny, 1826
    - famille des Chapmaninidae Thalmann, 1938 †
    - famille des Elphidiidae Galloway, 1933
    - famille des Miogypsinidae Vaughan, 1928 †
    - famille des Notorotaliidae Hornibrook, 1961
    - famille des Pseudorbitoididae Rutten, 1935 †
    - famille des Rotaliidae Ehrenberg, 1839

  - super-famille des Siphoninoidea
    - famille des Siphoninidae Cushman, 1927

  - super-famille des Turrilinoidea Cushman, 1927
    - famille des Stainforthiidae Reiss, 1963
    - famille des Tosaiidae Saidova, 1981
    - famille des Turrilinidae Cushman, 1927

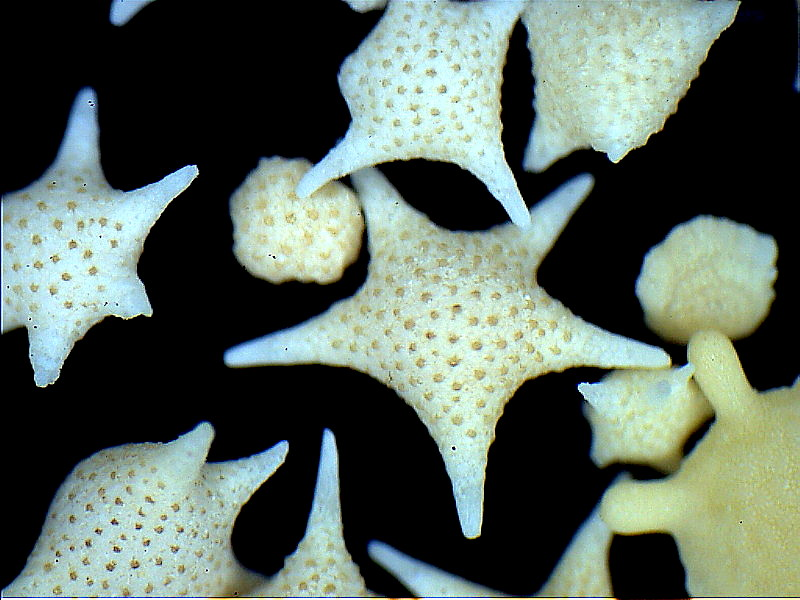
Baculogypsina sphaerulata (Calcarinidae)
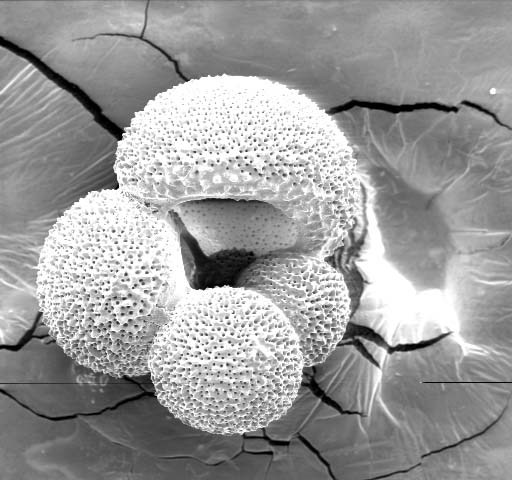
Globigerina bulloides (Globigerinidae)
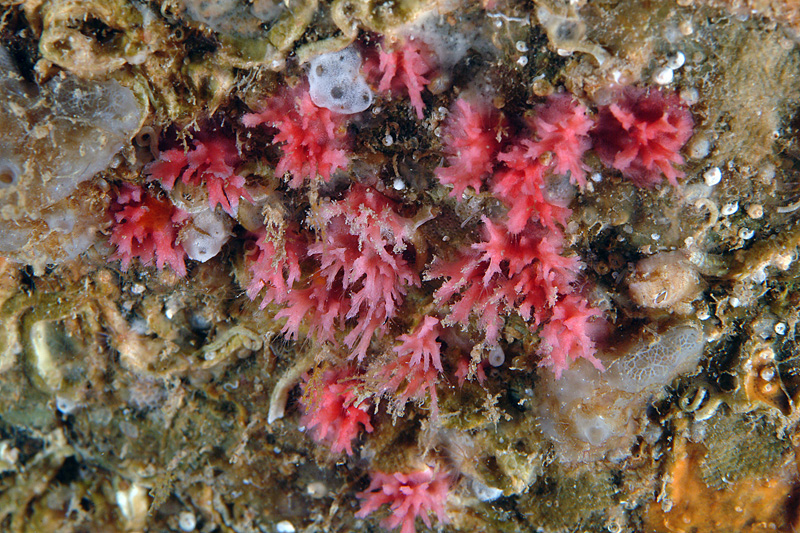
Miniacina miniacea (Homotrematidae)
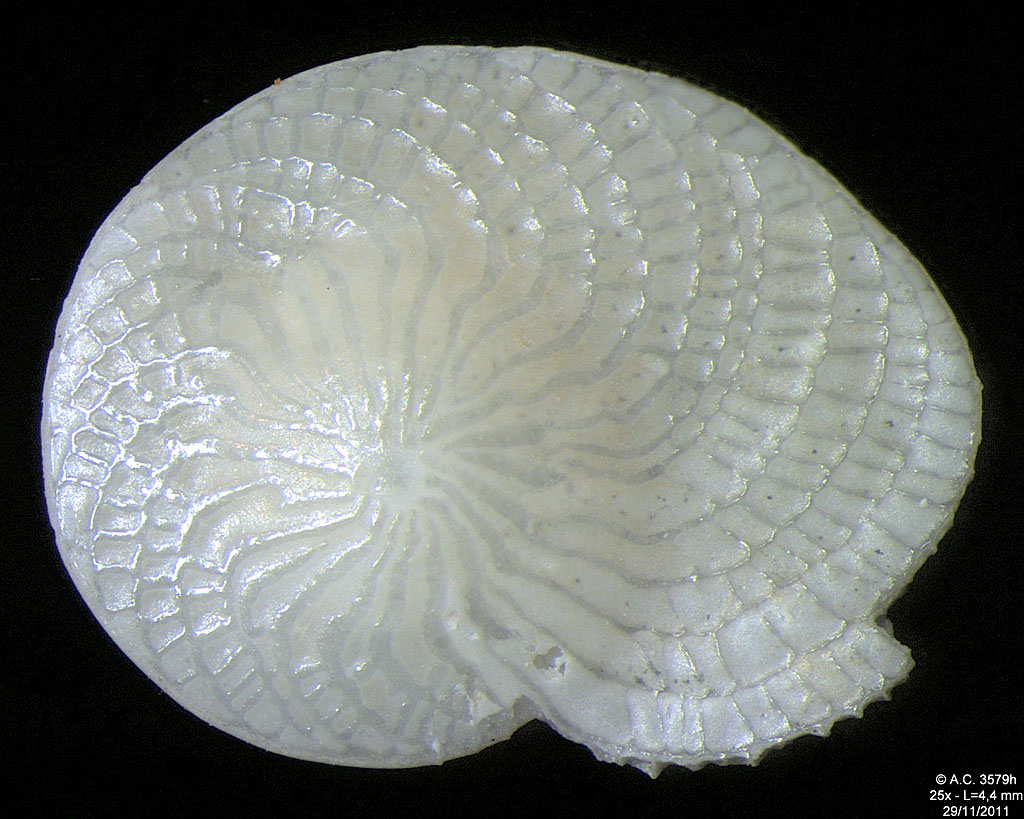
Heterostegina depressa (Nummulitidae)
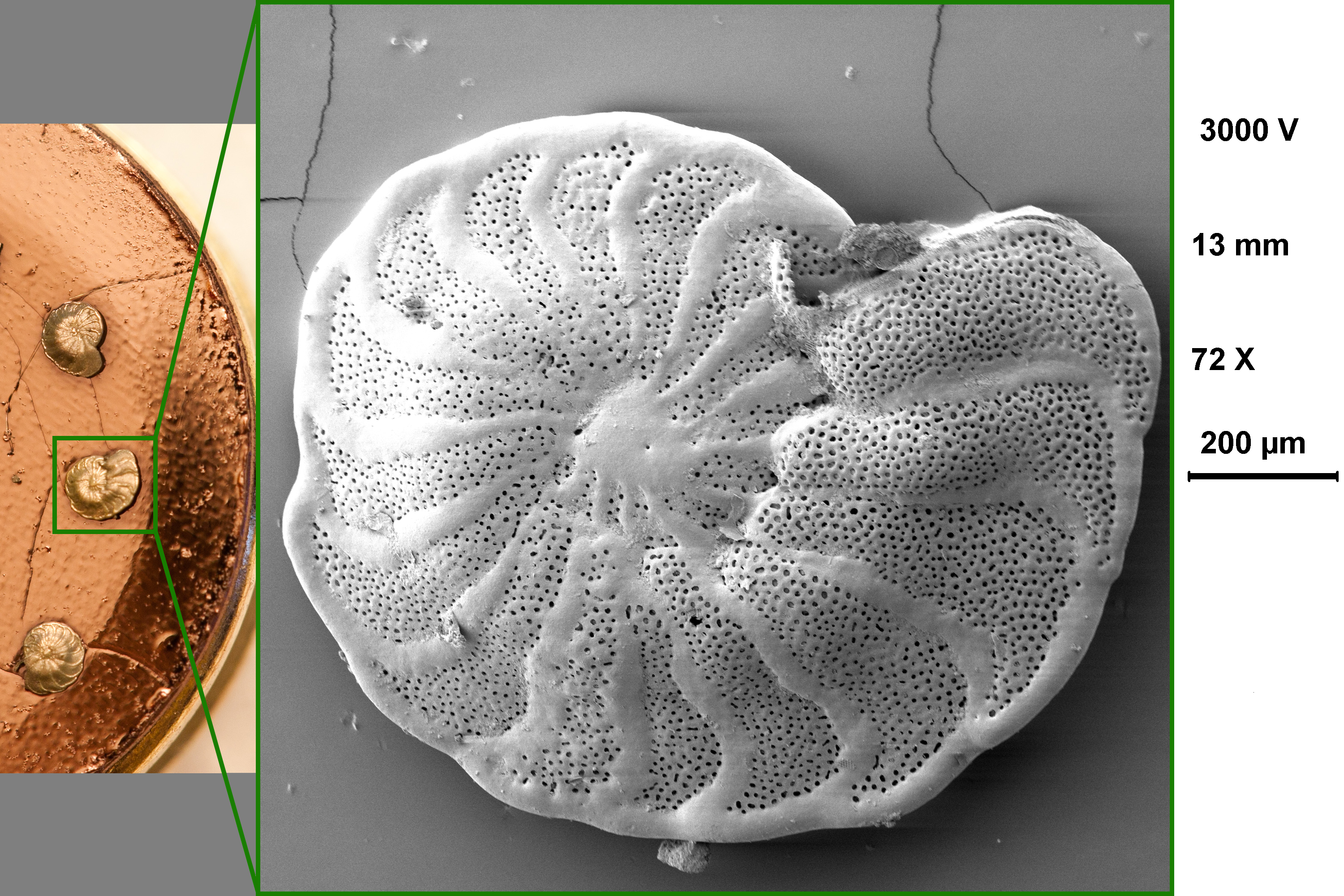
Planulina Limbata (Planulinidae)
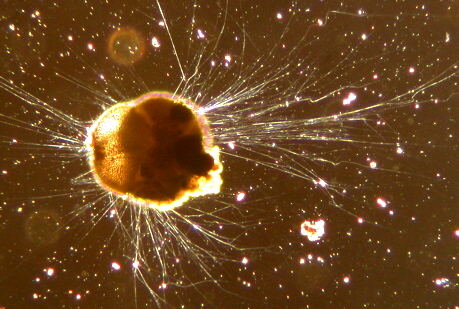
Ammonia tepida (Rotaliidae)
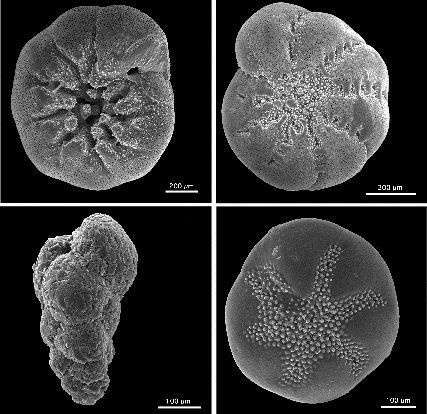
Ammonia beccarii (Rotaliidae), Elphidium excavatum (Elphidiidae), Buccella frigida (Discorbidae) et Verneuilinulla advena